# 제623항공우주작전센터
제623항공우주작전센터(623rd Air and Space Operations Center (623 ASOC))는 공군특수작전사령부 산하 작전 서수공군이었던 제23공군의 항공작전센터이다. 2013년 2월 11일에 해산하였다.

## 역사
부대는 2005년 12월 13일에 창설되는 공군특수작전사령부(AFSOC) 산하 작전군으로서 앞서에 12월 8일에 공군 특수작전군으로 재편성되고, 공군특수작전사령부와 같은 날에 활동을 개시하였다.
2008년 1월 1일, 제23공군이 공군특수작전사령부의 작전부대로서 창설되었다. 이름, 임무, 기능에서 겹치는 공군 특수작전군은 항공우주작전센터으로 재편성되어 제623항공우주작전센터가 되었다.
2013년 2월 11일에 공군특수작전사령부 작전센터로 임무와 기능, 인적자원이 모두 이전되고, 제623항공작전센터는 해산하였다.

## 기록

### 계보
- 1962년 4월 19일, USAF Special Air Warfare Center→USAF 특수항공전센터로 설립되고 활동을 시작함.
- 1962년 4월 27일, 조직됨.
- 1968년 7월 8일, USAF Special Operations Force (USAF SOF)→미국 공군 특수작전군으로 재편성됨.
- 1976년 7월 1일, 활동을 멈춤.
- 2005년 12월 8일, Air Forces Special Operations Forces (AFSOF)→공군 특수작전군으로 재편성됨.
- 2005년 12월 13일, 활동을 시작함.
- 2008년 1월 1일, 623 Air and Space Operations Center (623 ASOC)→제623항공 및 우주작전센터으로 재편성됨.

### 소속
- 전술공군사령부; 1962년 4월 19일 ~ 1976년 7월 1일
- 공군특수작전사령부; 2005년 12월 13일 ~ 2008년 1월 1일
- 제23공군; 2008년 1월 1일 ~ 2013년 4월 4일

### 기지
1. 플로리다주 이글린 공군기지; 1962년 4월 27일 ~ 1974년 7월 1일
2. 플로리다주 헐버트 비행장; 2005년 12월 13일 ~ 2013년 2월 11일

### 표창
| 스트리머 그림 | 스트리머 이름     | 내역                             | 참고 |
| ------------- | ----------------- | -------------------------------- | ---- |
|               | 공군 우수부대표창 | 2005년 9월 1일 ~ 2007년 9월 30일 |      |

## 인용
1. ↑  첫번째 제23공군(1983년 2월 10일 ~ 1990년 5월 22일)

- Bailey, Carl E. (2008년 1월 28일).  Haulman, Daniel L., 편집. “623 Air and Space Operations Center (AFSOC)”. 《Air Force Historical Research Agency》 (미국 영어). 2025년 5월 5일에 확인함.